# Jeanne Sauvé

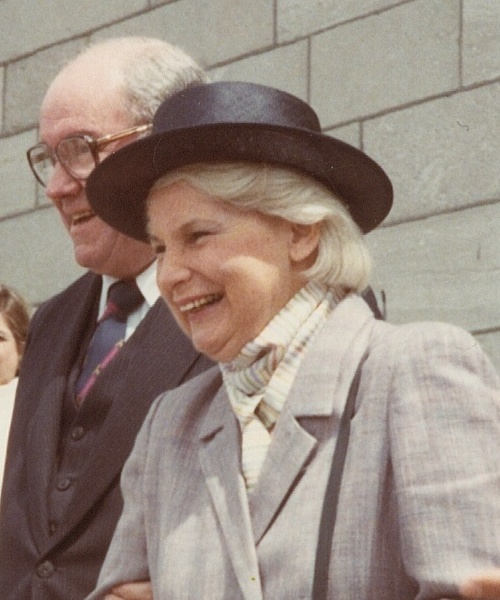
Jeanne Sauvé, 1984

Jeanne Mathilde Sauvé, PC CC CMM CD, (geborene Benoît; * 26. April 1922 in Prud’homme, Saskatchewan; † 26. Januar 1993 in Montreal, Québec) war eine kanadische Journalistin, Politikerin und Staatsfrau. Sie war die erste Frau in der kanadischen Geschichte, die Generalgouverneurin wurde.

## Leben
Jenne Sauvé wurde in der französischsprachigen Gemeinde Prud’homme in Saskatchewan als Tochter von Charles Albert Benoît und Anna Vaillant geboren. Sie besuchte den Konvent Notre Dame du Rosaire in Ottawa und studierte an der University of Ottawa. Sie nahm rege am studentischen und politischen Leben der Universität anteil und wurde im Alter von 20 Jahren nationale Vorsitzende der Young Catholic Students Group.
Am 24. September 1948 heiratete sie Maurice Sauvé, später im Jahr zog das Paar nach Europa, wo sie an der Universität Paris die Diplomprüfung ablegte. Das Paar hatte ein Kind. Sie war Mitbegründerin des Instituts für politische Forschung und war über 28 Jahre als Journalistin und als Moderatorin für die Canadian Broadcasting Corporation tätig.

### Parlamentarische Karriere
1972 wurde sie für die Liberale Partei Kanadas für den Wahlkreis Montreal in das Parlament gewählt und gehörte dort, zusammen mit Monique Bégin und Albanie Morin zu den ersten drei weiblichen Abgeordneten aus der Provinz Québec im kanadischen House of Commons. Sauvé gehörte auch als erste Frau aus der Provinz Quebec als Staatsministerin für Wissenschaft und Technologie dem Kabinett von Premierminister Pierre Trudeau an. Im Juli 1974 wurde sie wiedergewählt und übernahm das Umweltressort. 1975 wurde sie zur Staatsministerin für Kommunikation  ernannt und war für die französischsprachigen Länder im Außenministerium verantwortlich. Sie eröffnete die erste Kindertagesstätte auf dem Parliament Hill.
1980 ernannte Trudeau sie als erste Frau zur Sprecherin des kanadischen Unterhauses.
Obwohl sie als Parlamentssprecherin eine neutrale Haltung wahren sollte, unterstützte sie während des Referendums von 1980 über die Unabhängigkeit der französischsprachigen Provinz Quebec vom kanadischen Bundesstaat diejenigen, die eine Unabhängigkeit ablehnten. Das war nur möglich, weil alle Parteien im Unterhaus zu jener Zeit eine föderale Struktur Kanadas unterstützten und das Referendum von der Provinzregierung und nicht von einer Bundesinstitution initiiert worden war.
Neben dem Vorsitz in den Sitzungen des Parlaments ist der Parlamentssprecher auch für die Finanzverwaltung und die Parlamentsmitarbeiter zuständig. Als Sprecherin brachte sie entscheidende Verbesserungen für den Verwaltungsablauf im Unterhaus auf den Weg.
Sie leitete Parlamentsdebatten über die Verfassung von Kanada und musste sich dabei mit zahlreichen Verfahrensfragen wie etwa Dauerrednern (Filibuster) und Anträgen zur Geschäftsordnung auseinandersetzen. Sie führte auch den Vorsitz bei einem Vorstoß der Opposition gegen den Energy Security Act, die Sitzung gipfelte in einem zweiwöchigen Läuten, da sich der offizielle Sprecher der Minderheitsfraktion weigerte, durch sein Erscheinen vor dem Parlament die Abstimmungsbereitschaft seiner Fraktion anzuzeigen. Sie widerstand dem Druck der Regierung, die Verfahrensblockade durch ihre Intervention zu lösen, und bestand darauf, dass es Angelegenheit der beteiligten Parteien sei, durch Verhandlungen untereinander eine Lösung zu erreichen.
Im Winter des Jahres 1983 kündigte Premierminister Trudeau ihre Ernennung zur Generalgouverneurin an. Nach Elmira Minita Gordon aus Belize wurde sie am 14. Mai 1984 als zweite Frau in diesem Amt in einem Staat des Commonwealth (Commonwealth Realm) vereidigt. In ihrer Eigenschaft als Generalgouverneurin übernahm sie die Schirmherrschaft über die Olympischen Winterspiele 1988 in Calgary.

### Rückzug aus der Politik
Nach dem Ende ihrer Amtszeit als Generalgouverneurin im Jahr 1990 zog Sauvé nach Montreal und kümmerte sich dort vorwiegend um die Belange der von ihr gegründeten Jeanne Sauvé Youth Foundation.
Nach langer Krankheit starb sie am 26. Januar 1993 im Alter von 70 Jahren, ihr Ehemann war bereits im vorangegangenen Jahr verstorben. Beide wurden auf dem Friedhof Notre-Dame-des-Neiges in Montreal beigesetzt.

## Ehrungen (Auswahl)
| Land                   | Auszeichnung                                           | Auszeichnungsstufe | Jahr |
| ---------------------- | ------------------------------------------------------ | ------------------ | ---- |
| Kanada                 | Canadian Centennial Medal                              | -                  | 1967 |
| Kanada                 | Kanadischer Kronrat                                    | Member             | 1972 |
| Kanada                 | Queen Elizabeth II Silver Jubilee Medal                | -                  | 1977 |
| Kanada                 | Order of Canada                                        | Companion          | 1984 |
| Kanada                 | Order of Military Merit                                | Commander          | 1984 |
| Kanada                 | Canadian Forces Decoration                             | -                  | 1984 |
| Kanada                 | Order of St. John                                      | Dame Grand Cross   | 1984 |
| Vereinigtes Königreich | Order of St. John                                      | Dame of Justice    | 1984 |
| Kanada                 | 125th Anniversary of the Confederation of Canada Medal | -                  | 1992 |

Am 7. Februar 2025 ehrte die kanadische Regierung Jeanne Sauvé und erklärte sie wegen ihres „herausragenden und dauerhaften Beitrages zur kanadischen Geschichte“ zu einer „Person von nationaler historischer Bedeutung“.
Weitere Ehrungen:
- Privy councillor am 27. November 1972[2]. Die Ernennung erlaubte ihr das lebenslange Führen des Namenszusatzes „PC“ sowie der Anrede „The Honourable“.
- Ehrentitel „Her Excellency The Right Honourable“ während ihrer Amtszeit als Generalgouverneurin sowie „The Right Honourable“ lebenslang nach Aufgabe des Amtes.
- Kanzler und Erste Genossin (Principal Companion) des Order of Canada während ihrer Amtszeit als Generalgouverneurin, anschließend war sie Genossin (Companion) des Ordens.
- Kanzler und Kommandeur (Chancellor and Commander) des Order of Military Merit während ihrer Amtszeit als Generalgouverneurin, anschließend war sie Commander des Ordens.
- Canadian Forces Decoration
- Dame Grand Cross des Order of Saint John und Prior und Erster Offizier (Chief Officer) in Kanada
- Dame of Justice des Order of Saint John
- Medaille zum 25-jährigen Kronjubiläum von Queen Elizabeth II. (Queen Elizabeth II Silver Jubilee Medal)
- Die Ehrendoktorwürde in Politikwissenschaft  der Chulalongkorn-Universität
- Die Medaille des Kanzlers (Médaille de la Chancellerie) der Universitäten von Paris
- Das Collège Jeanne-Sauvé, eine französischsprachige  High School in Winnipeg, Manitoba wurde nach ihr benannt.
- Fort Sauvé an der Militärakademie Royal Military College of Canada in Kingston (Ontario) wurde ihr zu Ehren im Jahre 2001 nach ihr benannt. In der Kaserne sind die 5., 6., and 7. Squadron untergebracht.